# Comorâște, Caraș-Severin
Comorâște este un sat în comuna Forotic din județul Caraș-Severin, Banat, România.

## Obiectiv memorial
Monumentul Eroilor Români din Primul Război Mondial. Ridicat în memoria eroilor români căzuți în Primul Război Mondial, obeliscul este amplasat în fața Bisericii Ortodoxe și a fost realizat în anul 1935. El se înalță, în două trepte, pe un soclu din beton, pe care este gravat numele a 48 de eroi. Inscripția consemnează: ”Acest monument s-a ridicat întru memoria eroilor din comuna Comorâște căzuți în Războiul Mondial 1914–1918“. La stânga se află două fotografii, iar la dreapta doar o fotografie. „Pentru veșnica voastră amintire/ se ridică acest monument recunoscătorii consăteni și foștii/ voluntari români din Câlnic./ Scumpă va fi amintirea voastră/ în inimile tuturor în vecii vecilor,/ cinste și mărire de la/ recunoscătorii consăteni de la/ U.D.R.“

## Legături externe

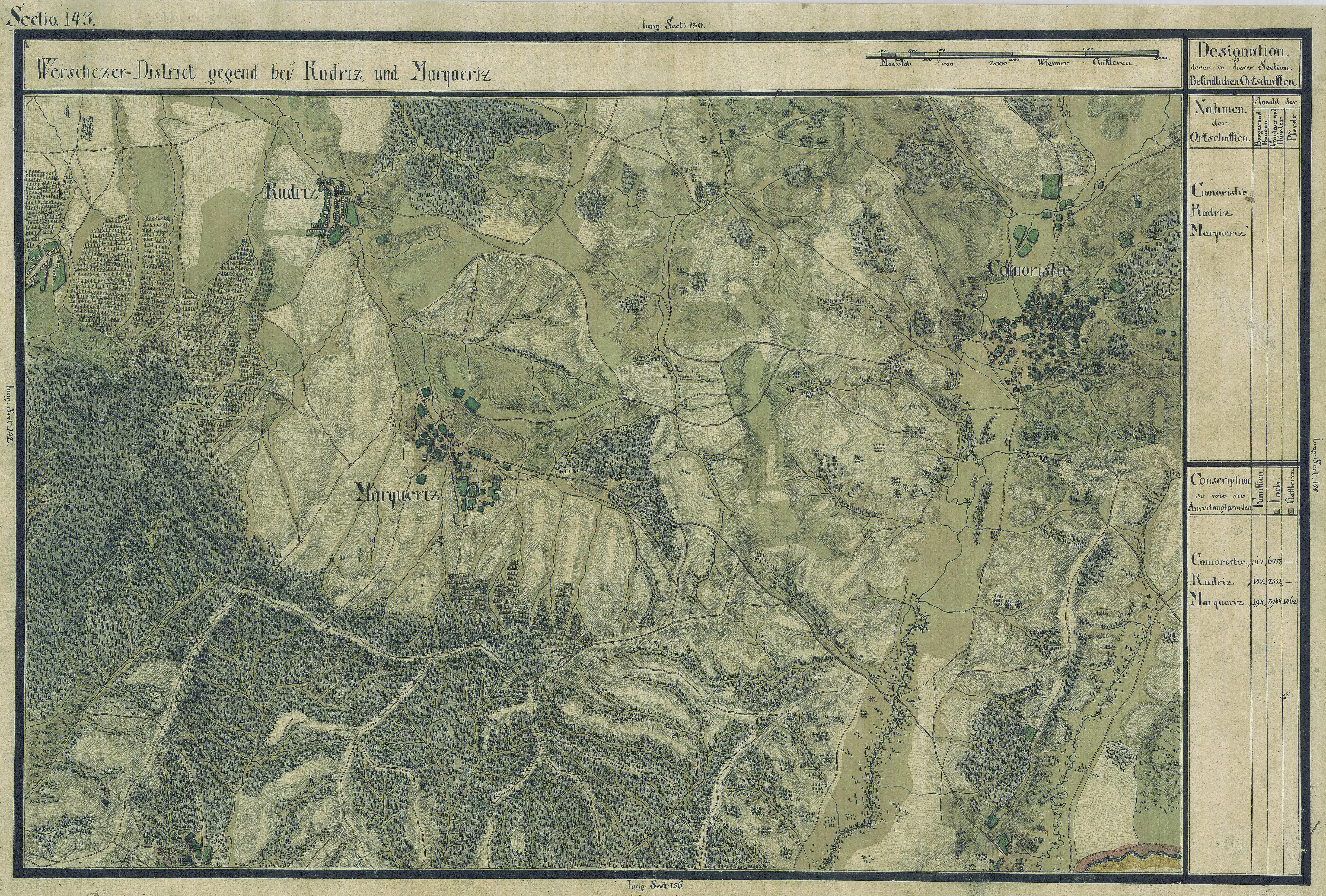
Comorâște în Harta Iosefină a Banatului, 1769-72